# Heaven & Hell (banda)
Heaven & Hell fue un grupo británico-estadounidense de heavy metal formado por Ronnie James Dio y Vinny Appice, exintegrantes de Black Sabbath, con los antiguos miembros de la misma, Tony Iommi y Geezer Butler, activo bajo ese nombre desde 2006 hasta 2010, tras la muerte de Dio.

## Historia

### Como Black Sabbath
El origen de Heaven & Hell se remonta a 1979, año en que Ozzy Osbourne es despedido de Black Sabbath y los miembros restantes; Tony Iommi, Geezer Butler y Bill Ward deciden reclutar a un nuevo vocalista. Habiendo ganado una fama y reputación muy altas con Rainbow, los miembros de Black Sabbath deciden reclutar a Ronnie James Dio como su reemplazo, aprovechando que Dio también se había marchado de la mencionada agrupación en ese momento.
Para el momento en que Dio ingresó a la banda, el bajista Geezer Butler decidió retirarse de ella mientras trabajaban en su primer álbum, por lo que entró a reemplazarlo muy brevemente el excompañero de Dio en Elf y Rainbow Craig Gruber, sin embargo Tony logra convencer a Geezer de volver, por lo que concluyen la grabación de Heaven and Hell todos juntos en 1980, el teclista Geoff Nicholls también contribuyó en las líneas del bajo durante la ausencia de Geezer, sin embargo al volver, pasó a componer las melodías del teclado y a actuar fuera de escena durante los conciertos de la banda, convirtiéndose en un miembro semioficial de la agrupación.
Los cinco grabaron y se fueron de gira juntos como Black Sabbath entre 1980 y 1982. Mientras se encontraban en la gira de Heaven and Hell, el baterista Bill Ward se retira de la banda, por lo que fue reemplazado por Vinny Appice para los subsecuentes álbumes con Dio en adelante, habiendo grabado el exitoso álbum Mob Rules en 1982 y en ese mismo año el álbum en vivo Live Evil. Durante ese año Dio y Vinny abandonan a Black Sabbath y forman juntos la agrupación Dio, causado por una discusión con Tony y Geezer en el cual el cantante y el baterista fueron acusados de haber saboteado las sesiones de grabación de su segundo álbum, situación que Tony descubrió ser mentira ya muy tarde.
Para principios de los años 90, Tony, Geezer y Dio se reconcilian, es entonces cuando Tony decide suspender la actividad de Black Sabbath con Neil Murray y Tony Martin para reunirse con Geezer y Dio junto al teclista Geoff Nicholls y el excompañero del cantante en Rainbow, el renombrado baterista Cozy Powell quien ya formaba parte de Black Sabbath desde 1988, teniendo en mente preparar un nuevo álbum y una gira juntos. Desafortunadamente Powell sufre un accidente montando a caballo que lo deja fuera del proyecto, obligando a los demás a buscar un sustituto y contactando nuevamente a Vinny Appice para el puesto, lanzando el álbum Dehumanizer en 1992.
En 2006 los miembros se reunieron de nuevo para grabar tres pistas adicionales para el álbum recopilatorio "Black Sabbath: The Dio Years", fue entonces cuando decidieron hacer una gira juntos nuevamente, tocando los temas que grabaron cuando estaban en Black Sabbath aprovechando que el vocalista original y actual de la banda, Ozzy Osbourne, estaría ocupado girando con su agrupación que formó en solitario.

### Como Heaven & Hell
A causa de la continuidad de la banda con su formación original (Iommi / Butler / Osbourne / Ward), y de que en el mismo año 2006 fueron introducidos en el Salón de la Fama del Rock and Roll; Tony Iommi y Sharon Osbourne firmaron un acuerdo por el cual el nombre de "Black Sabbath" no se podía utilizar a no ser que Ozzy formara parte de la agrupación, debido a esta situación los integrantes optaron por usar el nombre "Heaven & Hell". El nombre proviene del primer álbum que grabó la banda con Dio, tras su ingreso al grupo en 1979.
El 27 de octubre de 2007, tanto "www.black-sabbath.com" como "www.blabbermouth.net" informaron que tanto Iommi y Butler como Dio y Appice habían decidido seguir trabajando juntos para lanzar al mercado un nuevo álbum de estudio. Dicha información fue confirmada por el mismo Ronnie James Dio en una entrevista publicada en la web "Komodo Rock" el 1 de noviembre de 2007, dicho álbum sería The Devil You Know de 2009, siendo el último trabajo discográfico hecho por Dio en vida, ya que trágicamente, el 16 de mayo de 2010, Ronnie James Dio muere a causa de un cáncer de estómago, poniendo fin a la banda de manera permanente y también toda actividad en la web.

## Miembros
- Ronnie James Dio † - vocalista, teclados (2006 - 2010)
- Tony Iommi - guitarra eléctrica (2006 - 2010)
- Geezer Butler - bajo (2006 - 2010)
- Vinny Appice - batería (2006 - 2010)
- Scott Warren - teclados, guitarra eléctrica (fuera de escena) (2007 - 2010)
- Glenn Hughes - vocalista (invitado para el festival High Voltage el 24/6/2010)
- Jorn Lande - vocalista (invitado para el festival High Voltage el 24/6/2010)

## Discografía

### Álbumes
- Heaven and Hell  (1980) (como Black Sabbath)
- Mob Rules  (1981) (como Black Sabbath)
- Dehumanizer  (1992) (como Black Sabbath)
- The Devil You Know (2009)

### Álbumes en vivo
- Live Evil (1982) (como Black Sabbath)
- Live from Radio City Music Hall (2007)
- Live at Hammersmith Odeon (2007) (Grabado en 1981-82 como Black Sabbath)
- Neon Nights: 30 Years of Heaven & Hell (2010)

### Compilados
- The Dio Years (2006) (como Black Sabbath, incluye tres temas inéditos)